# Soosiulus febris
Soosiulus febris är en insektsart som beskrevs av Young 1977. Soosiulus febris ingår i släktet Soosiulus och familjen dvärgstritar. Inga underarter finns listade i Catalogue of Life.